# William L. Marcy
William Learned Marcy (12 de desembre de 1786 - 4 de juliol de 1857) fou un estadista estatunidenc, que va exercir com a senador, i que fou l'11è Governador de Nova York, i ocupà els càrrecs de Secretari de Guerra i de Secretari d'Estat dels Estats Units.

## Primers anys
Marcy va néixer a Southbridge, Massachusetts. Es va graduar de la Universitat de Brown el 1808, va ensenyar a l'escola a Dedham (Massachusetts) i a Newport (Rhode Island) i va estudiar dret. Marcy participar en la Guerra anglo-nord-americana de 1812.
El 28 d'abril de 1824, es va casar amb Cornelia Knower (1801-1889, filla de Benjamin Knower) a Knower House a Guilderland, Nova York, i van tenir dos fills Edmund Marcy i Cornelia Marcy (1834-1888).

## Política
Va ser el membre principal de la Regència d'Albany, un grup de polítics que van controlar la política de l'Estat entre 1821 i 1838. Va ser l'Ajudant General de la Milícia de l'Estat de Nova York des de 1821 fins a 1823, contralor de l'Estat de Nova York des de 1823 fins a 1829, i jutge associat al Tribunal Suprem de Nova York des de 1829 fins a 1831.
En 1831, va ser triat com a representant demòcrata Jacksonià al Senat dels Estats Units a Nova York, i va servir des del 4 de març de 1831, fins a l'1 de gener de 1833, quan va renunciar en assumir el càrrec com a governador. Va estar en el Comitè del Senat dels Estats Units al 22è Congrés. Defensant el nomenament de Jackson de Martin Van Buren com a ministre a Regne Unit el 1832, Marcy va utilitzar la frase "to the victor belong the spoils" ("al vencedor li pertany el botí"), que és d'on deriva el terme spoil system.
Va ser Governador de Nova York durant tres períodes, des de 1833 fins a 1838. El 1838, va ser derrotat per William H. Seward, cosa que va donar lloc a un canvi radical en la política de l'Estat i va posar fi a la Regència.
Va ser membre de la Comissió de Reclamacions Mexicanes des de 1839 fins a 1842. Després, va ser reconegut com un dels líders dels Hunkers, del Partit Demòcrata a Nova York.

## Oficina federal
Marcy va exercir com a Secretari de Guerra dels Estats Units en el gabinet del president James K. Polk des de 1845 fins a 1849, moment en què continuà exercint com a advocat.
Marcy tornar a la vida pública el 1853 per servir com a Secretari d'Estat dels Estats Units amb el president Franklin Pierce.
Va morir a Ballston Spa, Nova York, i va ser enterrat al Cementiri Rural a Albany, Nova York.
Mount Marcy, a Essex County, un cim de 1629 metres, el més alt de Nova York, i la ciutat de Marcy, al Comtat d'Oneida s'anomenen així en honor seu.